# سون هیلز (اوهایو)
سون هیلز(به انگلیسی: Seven Hills) شهری در ایالت اوهایو کشور ایالات متحده آمریکا است که جمعیت آن در سرشماری سال ۲۰۱۰ میلادی، ۱۱٬۸۰۴ نفر بوده‌است.